# Centrální hřbitov v Havířově-Šumbarku
Centrální hřbitov v Havířově-Šumbarku je hlavní městský hřbitov v městské části Šumbark v Havířově. Nachází se v severní části města, v ulici Hřbitovní, nedaleko havířovského nádraží.

## Historie

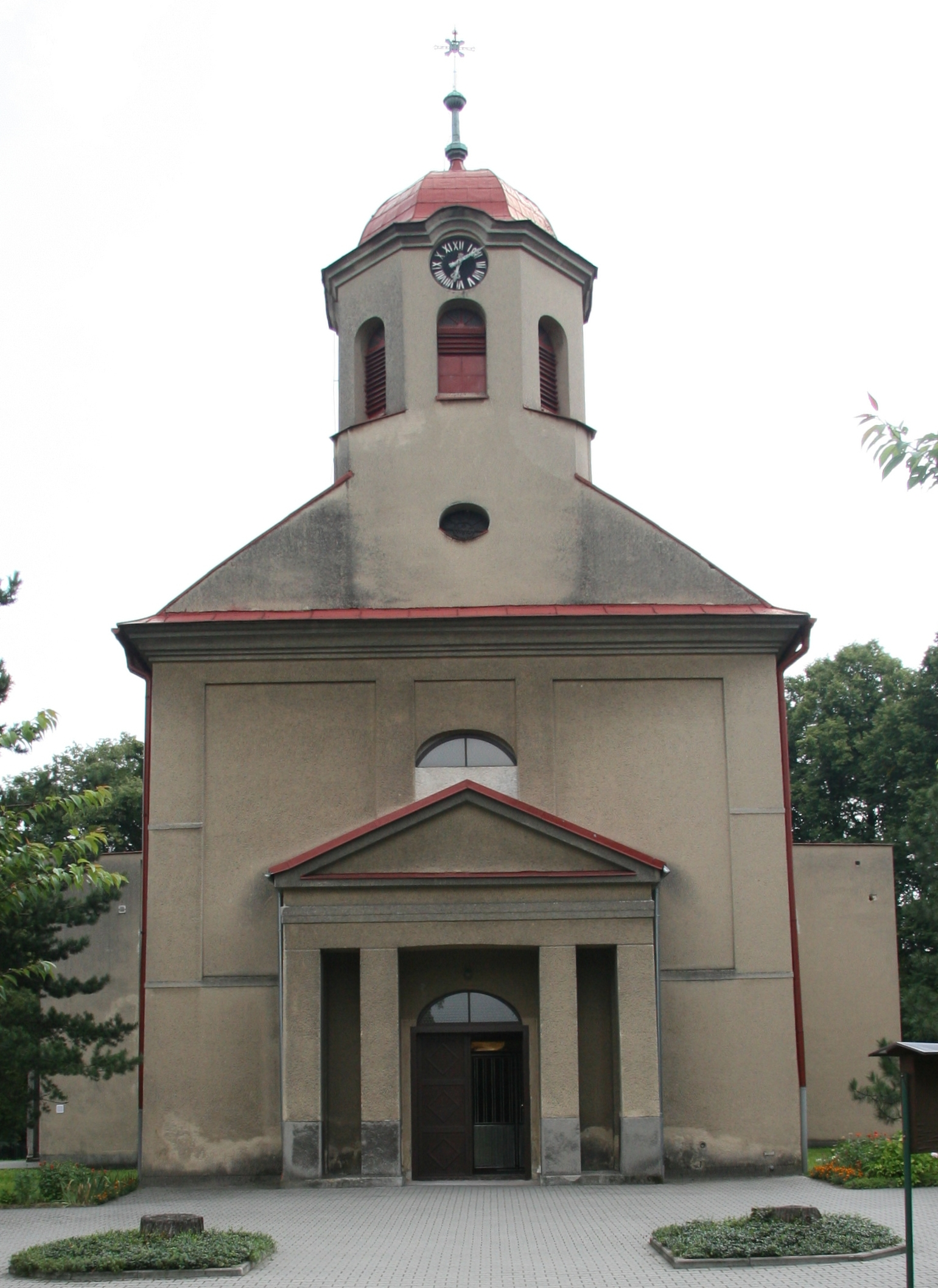
Kostel svaté Anny u bývalého hřbitova

Hřbitov byl zřízen při výstavbě města Havířova mezi lety 1946 až 1955 nedaleko nádraží jako nový městský hřbitov náhradou za pohřebiště u empírového kostela svaté Anny poblíž říčky Sušanky fungujícího od roku 1806, které bránilo ve výstavbě Hlavní třídy, osového bulváru nového města. Nachází se zde urnový háj a kolumbária.
V letech 2016 až 2018 byl hřbitov rozšířen a byla dokončena nová obřadní síň. Rozloha pohřebiště je 2,21 ha. V Havířově se nenachází krematorium, ostatky zemřelých jsou zpopelňovány povětšinou v krematoriu v Ostravě.